# 海洋性気候

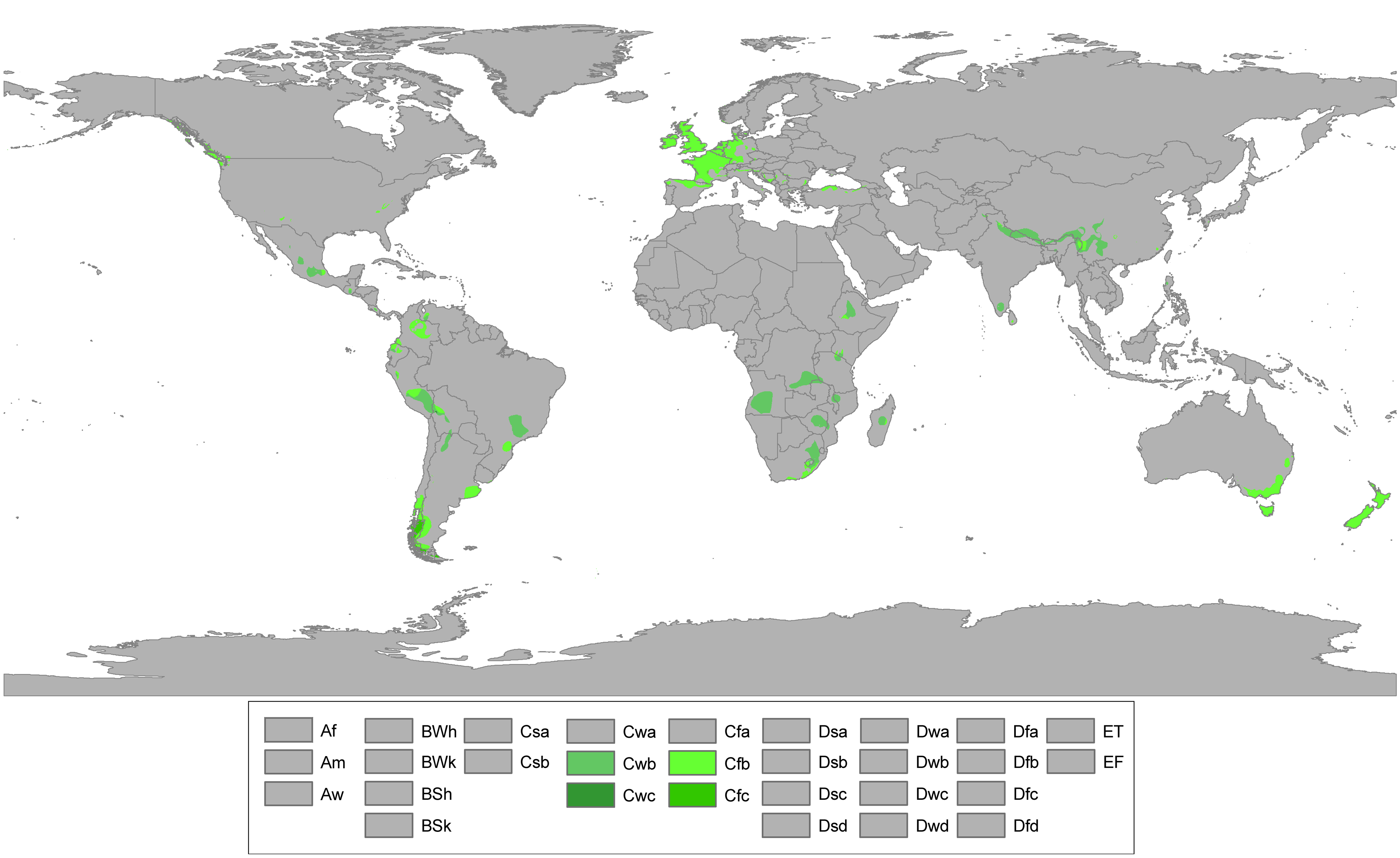
Cfb, Cfc, Cwb及びCwcの海洋性気候の分布図

海洋性気候（かいようせいきこう）とは海・海岸・沿岸に見られる気候である。海岸性気候とも言う。対義語は内陸性気候。ケッペンの気候区分では西岸海洋性気候(Cfb,Cfc)、温帯夏雨気候(Cwb,Cwc)が該当する。

## 特徴
- 海陸風、季節風など海洋と陸の間で起こる風の影響を受けるため最低気温と最高気温の差（日較差）が小さい。また、一般的に降水量は多い。季節風の影響を受ける地域では、季節により降水量が大きく変わる。
- 湖沼や大きな河川の周辺でも、海洋性気候に近い気候となる。
- 海を吹き抜ける風が直接陸に吹き付けるので、他の地域に比べ風が強い。また、海と陸の温度差や地理的条件から竜巻などの突風が比較的発生しやすい。
- 内陸に比べ、スコールなどの突発的な嵐の影響を受けやすい。
- 湿度が高くなる傾向にある。
- 海水温の変化や海流の流路変化に伴って天候が変化しやすい。
- 海風が強い時は波飛沫が飛来し、塩害に遭う場合がある。

## 海洋性気候とは
「海洋性気候」という言葉は特徴の項に示すような気候の特性を指すものであり、いわば「暖かい」「寒い」と同じような表現であるそのため、比較対象となる地域によっては海洋性気候になったりならなかったりする。
なお「海洋性気候」は気候区分の分類用語ではない。